# Live ... the Best
Live ... the Best är ett livealbum av den tyska hårdrocksgruppen Bonfire från 1993. Skivan är inspelad vid livekonserter gjorda under Bonfires Point Blank Tour i Tyskland 1989 och 1990.

## Låtlista
| Nr  | Titel                       | Kompositör                                                     | Längd |
| --- | --------------------------- | -------------------------------------------------------------- | ----- |
| 1.  | Ready 4 Reaction            | Lessmann, Ziller, Maier-Thorn, Deisinger                       | 3:56  |
| 2.  | Bang Down the Door          | Halligan Jr, Schleifer, Lessmann, Ziller                       | 3:33  |
| 3.  | Hard On Me                  | Ponti, Swirsky, Schleifer, Lessmann, Ziller, Deisinger, Patrik | 4:01  |
| 4.  | Sweet Obsession             | Ponti, Turner, Lessmann, Ziller, Maier-Thorn, Deisinger        | 3:26  |
| 5.  | You're Back                 | Deisinger, Schleifer, Lessmann                                 | 5:16  |
| 6.  | Look of Love                | Deisinger, Schleifer, Lessmann                                 | 6:01  |
| 7.  | Know Right Now              | Deisinger, Schleifer, Lessmann                                 | 4:29  |
| 8.  | S.D.I.                      | Lessmann, Ziller, Maier-Thorn                                  | 5:58  |
| 9.  | You Make Me Feel            | Ziller, Lessmann                                               | 3:11  |
| 10. | Who's Foolin' Who           | Ribler, Schleifer, Lessmann, Ziller                            | 4:37  |
| 11. | American Nights             | Lessmann, Ziller, Maier-Thorn, Ribler                          | 3:50  |
| 12. | (20th Century) Youth Patrol | Ziller, Lessmann                                               | 6:18  |
| 13. | Patrik's Groove             | Patrik                                                         | 2:52  |
| 14. | Don't Get Me Wrong          | Lessmann, Ziller, Maier-Thorn, Deisinger                       | 3:29  |
| 15. | Waste No Time               | Deisinger, Schleifer, Lessmann                                 | 3:20  |
| 16. | Champion                    | Lessmann, Ziller, Maier-Thorn, Deisinger                       | 5:35  |

## Bandmedlemmar
- Claus Lessmann - sång
- Angel Schleifer - gitarr & bakgrundssång
- Jörg Deisinger - bas & bakgrundssång
- Edgar Patrik - trummor & bakgrundssång